# Fraser Stoddart
Sir James Fraser Stoddart (Edinburgh, 24 mei 1942 – Melbourne, 30 december 2024) was een Britse scheikundige. In 2016 kreeg hij de Nobelprijs voor Scheikunde gedeeld met de Fransman Jean-Pierre Sauvage en de Nederlander Ben Feringa voor hun onderzoek naar moleculaire nanomachines.

## Biografie
De Schot Stoddart werd geboren in Edinburgh. Hij groeide op op Edgelow Farm en kreeg zijn opleiding op een lokale school in Carrington voordat hij naar het Melville College ging. Hij behaalde zowel zijn B.Sc (1964) als zijn Ph.D. (1966) aan de Universiteit van Edinburgh, de laatste onder begeleiding van Edmund Langley Hirst.
In 1967 ging hij als postdoc-student naar de Queen's University in Canada en aansluitend in 1970 naar de Universiteit van Sheffield als ICI-onderzoeker voordat hij als docent (lecturer) scheikunde toetrad tot de academische staf. In 1978 was hij werkzaam aan de Universiteit van Californië - Los Angeles (UCLA). Na een sabbatical (1978-81) aan het ICI bedrijfslaboratorium in het Britse Runcorn keerde hij in 1982 terug naar Sheffield. In 1980 verkreeg hij zijn D.Sc.-graad in Edinburgh voor zijn onderzoek naar stereochemie. In 1990 verkreeg hij de leerstoel Organische Chemie van de Universiteit van Birmingham en was hij hoofd van de School of Chemistry aldaar (1993-97) voordat hij naar UCLA ging als Saul Winstein Professor of Chemistry als opvolger van Nobellaueraat Donald Cram.
In juli 2002 werd hij benoemd tot Acting Co-Director van het California NanoSystems Institute (CNSI), in 2003 werd hij Fred Kavli Chair of NanoSystems Sciences en diende tot augustus 2007 als directeur van CNSI. In het verleden ontving hij al de Arthur C. Cope Award, de Davy Medal en de Albert Einstein World Award of Science. Hij publiceerde de wetenschappelijke werken Stereochemistry of Carbohydrates en The Nature of the Mechanical Bond: From Molecules to Machines. Momenteel is hij werkzaam in de Verenigde Staten op de Northwestern-universiteit in de staat Illinois.

## Werk
In 1994 maakte Stoddart een moleculaire constructie van ringvormige moleculen op een as, die hij de naam rotaxaan gaf. Op de as zitten twee blokkades met deeltjes die een sterke negatieve lading hebben ten opzichte van de ring. Door de lading in de blokkades met kleine stapjes aan te passen kon Stoddart de ring naar wens over de as laten bewegen. Dit voorbeeld paste hij toe op een structuur waarbij de moleculaire ring als een soort nanolift fungeerde voor een 0,7 nanometer hoog gebouw.
Stoddart overleed in december 2024 op 82-jarige leeftijd.
1901: Van 't Hoff ·
1902: E. Fischer ·
1903: Arrhenius ·
1904: Ramsay ·
1905: Baeyer ·
1906: Moissan ·
1907: Buchner ·
1908: Rutherford ·
1909: Ostwald ·
1910: Wallach ·
1911: Curie ·
1912: Grignard, Sabatier ·
1913: Werner ·
1914: Richards ·
1915: Willstätter ·
1918: Haber ·
1920: Nernst ·
1921: Soddy ·
1922: Aston ·
1923: Pregl ·
1925: Zsigmondy ·
1926: Svedberg ·
1927: Wieland ·
1928: Windaus ·
1929: Harden, Euler-Chelpin ·
1930: H. Fischer · 
1931: Bosch, Bergius ·
1932: Langmuir ·
1934: Urey ·
1935: F. Joliot-Curie, I. Joliot-Curie ·
1936: Debye ·
1937: Haworth, Karrer ·
1938: Kuhn ·
1939: Butenandt, Ružička ·
1943: Hevesy · 
1944: Hahn ·
1945: Virtanen ·
1946: Sumner, Northrop, Stanley ·
1947: Robinson · 
1948: Tiselius · 
1949: Giauque ·
1950: Diels, Alder ·
1951: McMillan, Seaborg ·
1952: Martin, Synge ·
1953: Staudinger ·
1954: Pauling ·
1955: Vigneaud ·
1956: Hinshelwood, Semjonov ·
1957: Todd ·
1958: Sanger ·
1959: Heyrovský ·
1960: Libby ·
1961: Calvin ·
1962: Perutz, Kendrew ·
1963: Ziegler, Natta ·
1964: Hodgkin ·
1965: Woodward ·
1966: Mulliken ·
1967: Eigen, Norrish, Porter ·
1968: Onsager ·
1969: Barton, Hassel ·
1970: Leloir ·
1971: Herzberg ·
1972: Anfinsen, Moore, Stein · 
1973: E.O. Fischer, Wilkinson · 
1974: Flory ·
1975: Cornforth, Prelog ·
1976: Lipscomb ·
1977: Prigogine · 
1978: Mitchell ·
1979: Brown, Wittig ·
1980: Berg, Gilbert, Sanger ·
1981: Fukui, Hoffmann ·
1982: Klug ·
1983: Taube ·
1984: Merrifield ·
1985: Hauptman, Karle ·
1986: Herschbach, Lee, Polanyi ·
1987: Cram, Lehn, Pedersen ·
1988: Deisenhofer, Huber, Michel ·
1989: Altman, Cech ·
1990: Corey ·
1991: Ernst ·
1992: Marcus ·
1993: Mullis, Smith ·
1994: Olah ·
1995: Crutzen, Molina, Rowland ·
1996: Curl, Kroto, Smalley ·
1997: Boyer, Walker, Skou ·
1998: Kohn, Pople ·
1999: Zewail ·
2000: Heeger, MacDiarmid, Shirakawa ·
2001: Knowles, Noyori, Sharpless ·
2002: Fenn, Tanaka, Wüthrich ·
2003: Agre, MacKinnon ·
2004: Ciechanover, Hershko, Rose ·
2005: Grubbs, Schrock, Chauvin ·
2006: Kornberg ·
2007: Ertl ·
2008: Shimomura, Chalfie, Tsien ·
2009: Steitz, Yonath, Ramakrishnan ·
2010: Heck, Negishi, Suzuki ·
2011: Shechtman ·
2012: Kobilka, Lefkowitz ·
2013: Karplus, Levitt, Warshel ·
2014: Betzig, Hell, Moerner ·
2015: Lindahl, Modrich, Sancar ·
2016: Sauvage, Stoddart, Feringa ·
2017: Dubochet, Frank, Henderson · 
2018: Arnold, Winter, Smith ·   
2019: Goodenough, Whittingham, Yoshino ·
2020: Charpentier, Doudna ·
2021: List, MacMillan ·
2022: Bertozzi, Meldal, Sharpless ·
2023: Bawendi, Brus, Jekimov ·
2024: Baker, Hassabis, Jumper
- Bibsys: 90216716
- Bibliothèque nationale de France: cb12276682h (data)
- CiNii: DA02780647
- DBLP: 66/11245
- Gemeinsame Normdatei: 172484928
- International Standard Name Identifier: 0000 0001 1474 0905
- Library of Congress Control Number: no2013107255
- Nationale Bibliotheek van Letland: 000070776
- Nationale Bibliotheek van Tsjechië: mub20221142484
- Nationale Bibliotheek van Israël: 987007453811605171
- Nationale Bibliotheek van Polen: a0000003541531
- Nederlandse Thesaurus van Auteursnamen: 07049438X
- ORCID: 0000-0003-3161-3697
- ResearcherID: H-1518-2011
- Réseau des bibliothèques de Suisse occidentale: 02-A003866373
- SNAC: w6jq1snf
- Système universitaire de documentation: 031579469
- Virtual International Authority File: 66526866
- WorldCat: E39PBJwHhycxpbmFj78BF3Krv3